# Jilem (ort i Tjeckien, Södra Böhmen)
Jilem är en ort i Tjeckien.   Den ligger i regionen Södra Böhmen, i den centrala delen av landet, 120 km sydost om huvudstaden Prag. Jilem ligger 614 meter över havet och antalet invånare är 110.
Terrängen runt Jilem är lite kuperad.Runt Jilem är det ganska glesbefolkat, med 27 invånare per kvadratkilometer. Närmaste större samhälle är Jindřichův Hradec, 19,6 km väster om Jilem. I omgivningarna runt Jilem växer i huvudsak blandskog.